# Baustoffingenieurwissenschaft
Die Baustoffingenieurwissenschaft ist eine interdisziplinäre Wissenschaft. Sie vereint naturwissenschaftliche und ingenieurwissenschaftliche Inhalte. Zu den naturwissenschaftlichen Disziplinen gehören insbesondere Physik, Chemie, Mineralogie, Kristallographie. Ingenieurwissenschaftlich gehört das Studium zum Bauingenieurwesen.
Die Baustoffingenieurwissenschaft beschäftigt sich mit der Erforschung von Bau- und Werkstoffen. Neben Lehrinhalten der Materialwissenschaft und der Speziellen Bauchemie werden wesentliche Eigenschaften, Verarbeitungsmöglichkeiten und Anwendungsfelder von Werkstoffen wie Metalle, Glas, Keramik, Kunststoffe und Naturstein behandelt. Zusätzlich wird Wissen zu den Baustoffen (auch Werkstoffe des Bauwesens) vermittelt. Hierzu gehören die anorganischen (z. B. Zement, Gips, Kalk) und organischen Bindemittel (Polymere, Bitumen), Gesteine (insbesondere Gesteinskörnung wie Sand, Kies und Splitt), Holz und Holzwerkstoffe, Putz-, Mauer- und Estrichmörtel und Betone sowie besondere Baustoffe wie Fliesenkleber, Dämmmaterialien, Polymermodifizierte Betone, Ultrahochfeste Betone (UHPC), Sonderbetone. Dazu werden verschiedene Analysemethoden, wie z. B. Rasterelektronenmikroskopie, Lichtmikroskopie, Röntgendiffraktometrie, die optische und akustische Teilchengrößenbestimmung, Infrarotspektroskopie sowie chemische Analysen angewendet und Baustoffprüfungen nach Norm durchgeführt.
Schwerpunkte bilden
- Zusammensetzung und Charakterisierung von Bau- und Werkstoffen,
- Identifizierung und Analyse von Bauwerks- und Materialschäden,
- Sanierungskonzepte zur Wiederherstellung von Bauteilfunktion sowie statischer Ertüchtigung, im Rahmen der Umnutzung von Gebäuden und Aufwertung bestehender Gebäude hinsichtlich Brandschutz und Wärmeschutz,
- Planung und Ausführung von Sanierungsmaßnahmen sowohl im Bereich der Denkmalpflege und historischer Bauten als auch der Betonsanierung,
- Erforschung neuer Materialien z. B. zur Verbesserung der Funktionsfähigkeit und ökobilanzieller Faktoren von Baustoffen sowie im Hinblick auf eine effizientere Herstellung, auf Materialersparnung und auf Materialverträglichkeit,
- Möglichkeiten der mechanischen Verfahrenstechnik zur Aufbereitung von Baustoffen sowie des Recyclings von Baustoffen (z. B. Gipsrecycling, Recycling von Carbonbeton, Aufbereitung von Betonbruch zur Herstellung von RC-Betonen) sowie
- Baustoffwahl für ökologisches, nachhaltiges und dauerhaftes  Bauen.

Ergänzt wird das umfassende materialwissenschaftliche Studium durch Praktika, Projekte und die zunehmend selbständige wissenschaftliche Bearbeitung praxisrelevanter Aufgabenstellungen.
Das Berufsbild des Baustoffingenieurs wird im deutschsprachigen Raum in dieser Form durch den Master-Studiengang Baustoffingenieurwissenschaft an der Bauhaus-Universität Weimar ausgestaltet. Hinzu kommt das Bachelorstudium Bauingenieurwesen mit der Vertiefungs- bzw. Studienrichtung Baustoffe und Sanierung. An verschiedenen Universitäten und Fachhochschulen in Deutschland, Österreich und der Schweiz finden sich Studienangebote zu verwandten bzw. speziellen Bereichen der Bau- oder Werkstoffe bzw. der Werkstofftechnologie sowie Verfahrenstechnik und des Chemieingenieurwesens. Artverwandte Studiengänge sind Materialwissenschaft und Werkstoffwissenschaft.